# Liste der Kulturgüter in Reconvilier
Die Liste der Kulturgüter in Reconvilier enthält alle Objekte in der Gemeinde Reconvilier im Kanton Bern, die gemäss der Haager Konvention zum Schutz von Kulturgut bei bewaffneten Konflikten, dem Bundesgesetz vom 20. Juni 2014 über den Schutz der Kulturgüter bei bewaffneten Konflikten sowie der Verordnung vom 29. Oktober 2014 über den Schutz der Kulturgüter bei bewaffneten Konflikten unter Schutz stehen.
Es sind weder A-Objekte noch B-Objekte auf dem Gemeindegebiet ausgewiesen, Objekte der Kategorie C fehlen zurzeit (Stand: 3. April 2024). Unter übrige Baudenkmäler sind Objekte zu finden, die im Bauinventar des Kantons Bern als «schützenswert» verzeichnet sind.

## Übrige Baudenkmäler
Hinweis: Als Objekt-Identifikator (ID) wird die Grundstücksnummer verwendet.
| ID   | Foto |                                                                                          | Objekt | Typ | Standort                                | Beschreibung |
| ---- | ---- | ---------------------------------------------------------------------------------------- | --- | --- | --------------------------------------- | ------------ |
| 15   | BW   | Datei hochladen                                                                          | Doppel-Wohnhaus mit Laden in Nr. 22 (1891) / Habitation double avec commerce au no 22 (1891)                                    | G   | Rue du Collège 20, 22 583865 / 231641   |              |
| 20   | BW   | Datei hochladen                                                                          | Miet-Villa (1904) / Villa locative (1904)                                                                                       | G   | Bellevue 22 583846 / 231601             |              |
| 57   | BW   | Datei hochladen                                                                          | Wohn- und Geschäftshaus (um 1900-1905) / Habitation et commerce (vers 1900-1905)                                                | G   | Grand-Rue 20 583816 / 231519            |              |
| 58   | BW   | Datei hochladen                                                                          | Wohnhaus und Bäckerei-Lebensmittelgeschäft "Maison Hofmann" (1910) / Habitation et boulangerie-épicerie "Maison Hofmann" (1910) | G   | Grand-Rue 26 583856 / 231532            |              |
| 59   | BW   | Datei hochladen                                                                          | Wohnhaus mit Postbüro (1913) / Habitation et bureau postal (1913)                                                               | G   | Grand-Rue 28 583874 / 231539            |              |
| 78   | BW   | Datei hochladen                                                                          | Wohnhaus und Verwaltungssitz der Giesserei Boillat (1912) / Habitation et siège administratif de la fonderie Boillat (1912)     | G   | Grand-Rue 8 583708 / 231481             |              |
| 116  | BW   | Datei hochladen                                                                          | Wohnhaus mit Drogerie (um 1890-1990) / Habitation et droguerie (vers 1890-1900)                                                 | G   | Route de Tavannes 1 583615 / 231429     |              |
| 152  | BW   | Datei hochladen                                                                          | Wohn- und Geschäftshaus (zwischen 1905 und 1910) / Habitation et commerce (entre 1905 et 1910)                                  | G   | Grand-Rue 9, 11 583715 / 231517         |              |
| 856  | BW   | Datei hochladen                                                                          | Ehemalige Uhrenmanufaktur Marvin Watch (um 1910) / Manufacture horlogère ex "Marvin-Watch Co S.A." (vers 1910)                  | G   | Rue de Bel-Air 21 583892 / 231825       |              |
| 867  | ja   | Datei hochladen · Wikidata zu Primarschule (Q110929493)                                  | Primarschule (1912-1913) / Collège primaire (1912-1913)                                                                         | G   | Rue du Collège 7 583688 / 231698        |              |
| 931  | BW   | Datei hochladen                                                                          | Skilift La Golatte-Montoz (1957) / Téleski La Golatte-Montoz (1957)                                                             | G   | Fuelliloch 2 583822 / 228950            |              |
| 995  | BW   | Datei hochladen                                                                          | Zweifamilienhaus (um 1920-1930) / Maison d’habitation bi-familiale (vers 1920-1930)                                             | G   | Rue du Collège 8 583666 / 231621        |              |
| 1186 | BW   | Datei hochladen                                                                          | Tankstelle (1954) / Station essence (1954)                                                                                      | G   | Grand-Rue 60a 584066 / 231584           |              |
| 2057 | BW   | Datei hochladen                                                                          | Bauernhaus, genannt "altes Haus Tièche" (1735) / Ferme dite "ancienne maison Tièche" (1735)                                     | G   | Chaindon 36 582981 / 231672             |              |
| 2061 | BW   | Datei hochladen                                                                          | Bauernhaus (1797) / Ferme (1797)                                                                                                | G   | Chaindon 28 583093 / 231706             |              |
| 2063 | ja   | Datei hochladen · Wikidata zu Reformierte Pfarrkirche St-Léonard de Chaindon (Q18412464) | Reformierte Pfarrkirche Chaindon (1739–40) / Eglise paroissiale réformée St-Léonard de Chaindon (1739–40)                       | G   | Chaindon 45 582813 / 231599             |              |
| 2267 | BW   | Datei hochladen                                                                          | Villa "Boillat" (um 1890) / Villa "Boillat" (vers 1890)                                                                         | G   | Rue du Dr. Tièche 5, 5a 583576 / 231533 |              |

Hinweis zur Legende: Anstelle der KGS-Nummer wird als Objekt-Identifikator (ID) die Grundstücksnummer verwendet.